# Nyctimystes calcaratus
Nyctimystes calcaratus es una especie de rana de árbol de la familia Pelodryadidae de Nueva Guinea. Fue encontrada a unos 1230 metros sobre el nivel del mar cerca de un arroyo forestal.
El nombre calcaratus proviene de la palabra latina para «espuela» que se refiere al bulto en su pata trasera.
El macho mide aproximadamente 4,3 a 5,2 cm de largo. La hembra mide 5,6 a 6,3 cm de largo. Tiene líneas finas y anguladas en sus párpados inferiores y ojos con irises dorados. Es de color marrón claro a marrón oscuro con marcas más oscuras.